# Magira (Königinmutter)
Magira ist der Titel der Königinmutter in Bornu und einigen benachbarten Königreichen.
Wie die Magajiya der Hausastaaten hatte die "amtliche" Königinmutter von Bornu, die nicht notwendigerweise die leibliche Mutter des Königs sein musste, große Macht über den König. Die 1060 als erster muslimischer Herrscher in Kanem an die Macht gekommene Duguwa-Königin Hawwa'/Siyu war vermutlich die Stammmutter aller Magira. 
In Bezug auf Bir b. Dunama (1133–1160) vermerkt der Diwan, dass die Magira ihn gefangen setzen ließ, weil er einen Richterspruch gefällt hatte, der der Scharia widersprach. Daraus ist zu schließen, dass die Königinmutter in Kanem-Bornu früher die Macht hatte, den König unter gewissen Umständen abzusetzen.
Die gleiche Machtfülle bestand für die Magajiya von Daura bis zur Mitte des 20. Jahrhunderts. Sie könnte erklären, wieso der Diwan die assyrische Königin Siyu(10)/Semiramis – und nicht Arku(10)/Assur-uballit II – trotz chronologischer Unstimmigkeit als letzten König der altorientalischen Vorfahren angibt. 
Als Ali Gaji (1455–1487) in den 1460er Jahren mit Birni Gazargamo eine neue feste Hauptstadt für die Sefuwa errichtete, sorgte er dafür, dass der Magira in Gambaru, sechs Kilometer nördlich der Stadt, eine eigene, besonders prächtige Residenz gebaut wurde. 
Einen ähnlichen Amtssitz nördlich der Hauptstadt hatte auch die "Maigira" (sic), die amtliche Königinmutter im südlich von Bornu gelegenen Königreich von Pabir. 
Aufgrund des zunehmenden Einflusses des Islam hat die heutige Magira von Bornu keinerlei Macht mehr über den Shehu oder König.

## Bibliographie
- Cohen, Ronald: "Oedipus rex and regina: The queen mother in Africa", Africa, 47 (1977), 14–30
- Lange, Dierk: "Die Königinmutter im Tschadseegebiet: historische Betrachtungen", Paideuma, 36 (1990), 139–156.
- Lange, Dierk: Ancient Kingdoms of West Africa, Dettelbach 2004 (hier S. 555–6).
- Platte, Editha: Frauen in Amt und Würden: Handlungsspielräume muslimischer Frauen im ländlichen Nordostnigeria, 2000.